# Eodorcadion egregium kabaki
Eodorcadion egregium kabaki es una subespecie de escarabajo longicornio perteneciente al género Eodorcadion, categorizada en la tribu Dorcadionini, de la subfamilia Lamiinae. Fue descrita por Kadyrbekov en 2004.
El período de actividad en los ejemplares adultos se presenta durante los meses de junio y julio.

## Descripción
Mide 14,5-17,5 mm de longitud.

## Distribución
Se distribuye por Asia: en China.